# George Montgomerie (15e comte d'Eglinton)
George Arnulph Montgomerie, 15e comte d'Eglinton, 3e comte de Winton (23 février 1848 - 10 août 1919) est le troisième et plus jeune fils d'Archibald Montgomerie (13e comte d'Eglinton) et de sa première épouse, Theresa Newcomen.

## Famille
Lord Eglinton épouse Janet Lucretia Cuninghame le 13 novembre 1873. Ils ont plusieurs enfants :
- Georgiana Theresa Montgomerie (décédée le 21 août 1938)
- Edith Mary Montgomerie (décédée le 8 septembre 1947)
- Archibald Montgomerie (16e comte d'Eglinton) (23 juin 1880 - 22 avril 1945)
- William Alexander Montgomerie (29 octobre 1881 - décédé le 9 mai 1903)
- Francis Cuninghame Montgomerie (né le 25 janvier 1887 - 16 mars 1950)

Lord Eglinton est décédé le 10 août 1919, à l'âge de 71 ans.